# Pseudotrematodes frivaldszkyi
Pseudotrematodes frivaldszkyi is een keversoort uit de familie bladsprietkevers (Scarabaeidae). De wetenschappelijke naam van de soort is voor het eerst geldig gepubliceerd in 1836 door Menetries.